# Trogue Pompée
Trogue Pompée (Cneius Pompeius Trogus) est un historien gallo-romain du Ier siècle av. J.-C. né à Vaison-la-Romaine. Contemporain de l'empereur Auguste, il est l'auteur d'un ouvrage d'histoire de référence, les Histoires Philippiques (Historiæ Philippicæ), abrégé ultérieurement par Justin (IIIe siècle ou IVe siècle).

## Biographie
La principale source d'information sur Trogue Pompée se trouve sur une notice située à la fin du livre XLIII de l'abrégé de Justin : 

« À la fin de son livre, Trogue déclare que ses ancêtres sont originaires du pays des Voconces ; son grand-père, Trogue Pompée, explique-t-il, avait reçu la citoyenneté de Cn. Pompée lors de la guerre contre Sertorius, son oncle paternel avait commandé des escadrons de cavaliers, sous les ordres du même Pompée, dans la guerre contre Mithridate, son père aussi avait servi sous C. César, a été son secrétaire, son responsable diplomatique et avait eu la garde de son sceau. »

Pompée est le nom du patronus de la famille. Le cognomen Trogue veut dire « clan » en gaulois. Le pays des Voconces a pour capitale Vaison-la-Romaine, voisine de Massilia en Gaule narbonnaise, dans la région d'Arausio et d'Aquae Sextiae. 
Son grand-père a reçu la citoyenneté romaine lors de la guerre sertorienne menée par Pompée entre 77 et 72 av. J.-C.. Son père a servi Jules César et a probablement participé à la guerre des Gaules. En 54 av. J.-C., il est peut-être l'interprète de Quintus Titurius Sabinus lors d'une entrevue avec Ambiorix. Chronologiquement, le père de Trogue Pompée a servi dix ans après son frère et vingt ans après son propre père.
Contemporain de Tite-Live (59 ou 64-17 av. J.-C.), Trogue Pompée aurait pu commencer à écrire les Histoires Philippiques vers 9 av. J.-C. sous Auguste. La date de sa mort est inconnue, d'où la recherche d'indices de l'œuvre pouvant donner des terminus ante quem hypothétiques. 
Trogue Pompée se montre très influencé par la culture grecque diffusée par la cité de Marseille. Il compose son histoire du monde grec et oriental, les Histoires Philippiques, essentiellement à partir d'historiens grecs de l'époque hellénistique. Il achève son récit à l'époque d'Auguste, son contemporain. À cet égard, il demeure un bon exemple des transferts culturels importants et variés qui marquèrent la Gaule du sud à cette période et illustre fortement le processus de romanisation. Son ouvrage ne semble pas avoir rencontré un écho important dans l'Antiquité, jusqu'à la réalisation d'un abrégé par Justin.

## Œuvre

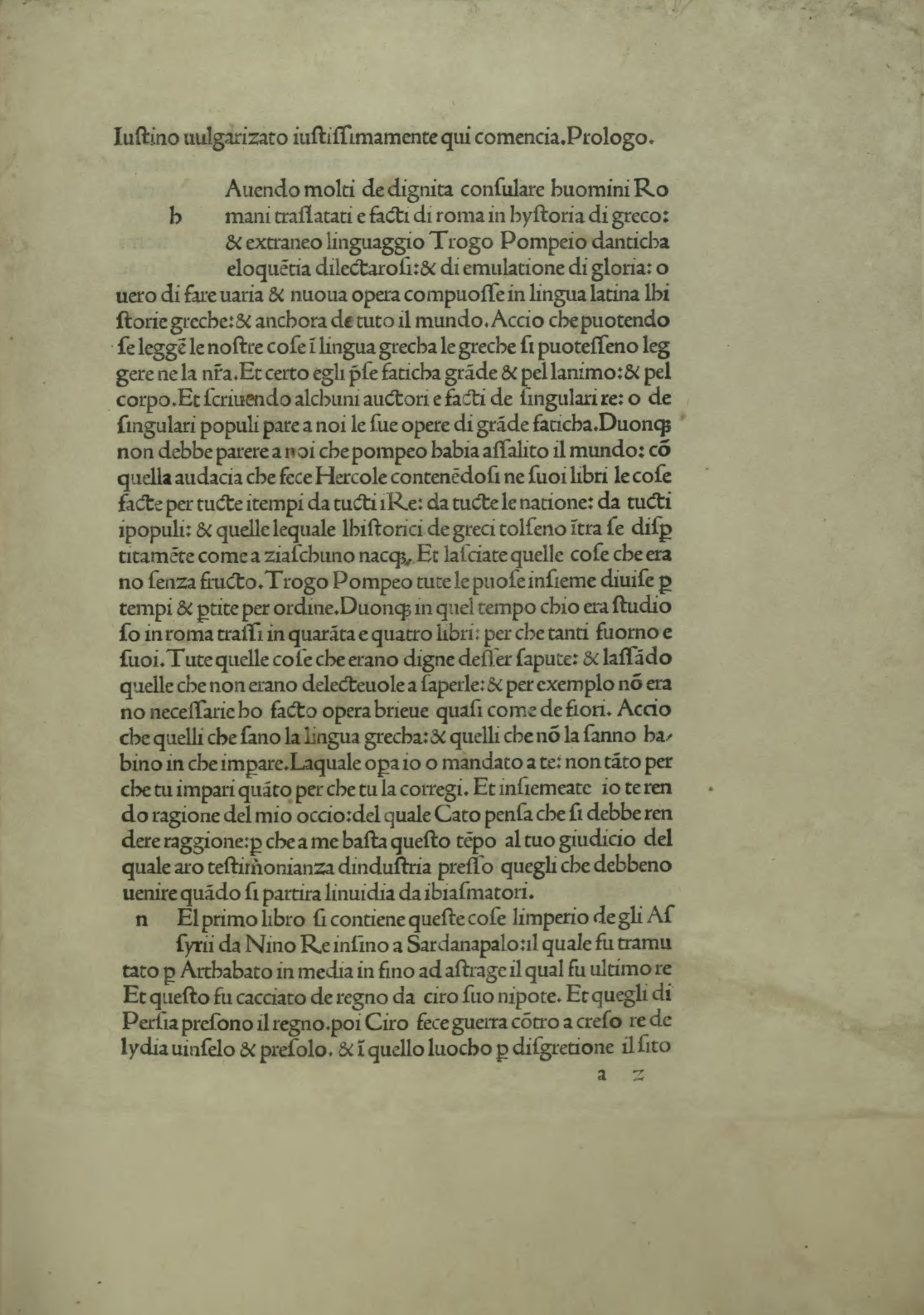
Folio de l'Abrégé des Histoires Philippiques traduit en italien.

Trogue Pompée a composé deux œuvres, aujourd'hui perdues : les Histoires Philippiques (Historiæ Philippicæ), son œuvre principale, et une Histoire des animaux. Celle-ci, fondée sur Aristote et Théophraste, est citée et exploitée par Pline l'Ancien. Il aurait peut-être, selon Pline, écrit également une Histoire des Plantes. Le récit des Histoires remonte à Ninos, fondateur légendaire de Ninive. L'histoire romaine était donc exclue, traitée à la même époque par Tite-Live, qui achevait son récit également avec le règne d'Auguste. Elles ne sont connues qu'à travers l'abrégé qu'en a fait Justin dans l'Epitoma historiarum Philippicarum Pompei Trogi.
Les Histoires seraient une nouveauté par rapport aux œuvres des contemporains. Justin vante Trogue Pompée pour son originalité quant au fait d'écrire une histoire de la Grèce et du monde  en latin dans le cadre d'une histoire universelle. C'est en effet sans précédent qu'une historiographie latine soit centrée sur la Grèce et le monde hellénistique, sauf chez Cornelius Nepos dont l'histoire, en trois livres, n'est pas universelle. Le plan est combiné de grand moments historiques dans l'ordre annalistique en 44 livres. La structure est équivalente à l'Ab Urbe condita libri de Tite-Live.
Il existe plusieurs hypothèses quant au sens du titre. Les « Philippiques » désignent peut-être Philippe II de Macédoine, les Pseudo-Philippe (Andriscos) voire les Philippes séleucides, ce qui s'accorde au plan initial dans lequel les Histoires s'achèvent lors de la bataille d'Actium qui marque la fin des monarchies hellénistiques. Il n'est pas exclu que le titre soit une référence aux Histoires Philippiques de Théopompe, une de ses sources. À moins que ce soit une référence aux Philippiques de Cicéron ou à la bataille de Philippes en 42 av. J.-C. qui marque la fin de la république romaine. Cette dernière hypothèse apparait plutôt cohérente, les Histoires étant une charge globale contre les monarchies hellénistiques, sachant que « Philippiques » pourrait être l'équivalent d'« hellénistique » pour les modernes.
Il est supposé que Trogue Pompée avait écrit une histoire peut-être critique sur l'Empire romain, peu abordé dans les Histoires, emplie de pessimisme, proche de Timagène d'Alexandrie, un historien anti-romain. Pourtant, il est décèlé une tonalité favorable à Auguste, sachant que l'œuvre doit s'achève à l'origine avec la bataille d'Actium qui marque la fin d'une époque. Trogue Pompée compte au départ écrire 40 livres, comme Polybe, mais il a finalement ajouté quatre livres pour retranscrire de manière triomphale deux succès d'Auguste : la restitution des aigles de Carres par les Parthes et la conquête de l'Espagne par Agrippa, avec toujours une chronographie placée avant l'action.
Trogue Pompée critique la conception rhétorique qu'ont de l'historiographie des auteurs comme Salluste et Tite-Live. Il s'abstient notamment de l'habitude, héritée de Thucydide, de mettre dans la bouche des personnages historiques des discours inventés au style direct.
Ses Histoires bénéficient d'une grande réputation : l'auteur de l'Histoire Auguste (Aurélien, II, 1 et Prob, II, 7) le voit comme l'un des plus grands historiens avec Tite-Live, Salluste et Tacite.
Les sources de Trogue Pompée sont multiples : Éphore, Hérodote, Dinon (pour l'histoire des Perses), Istros, Théopompe, Ctésias, Timée, Thucydide, Xénophon, Douris, Clitarque (pour l'histoire d'Alexandre le Grand), Hiéronymos (peut-être pour Carthage), Mégasthène (pour l'Inde), Phylarque, Métrodore, Poseidonios (pour sa continuation de Polybe), Apollodore et Dioclès. Trogue Pompée aurait pu également recueillir des informations de ses ancêtres.
Au-delà de l'abrégé de Justin, il existe des prologues qui témoignent des Histoires Philippiques. Ces prologues s'apparentent à des sommaires pour chacun des 44 livres ; ils sont difficiles à dater et ont été établis d'après un autre manuscrit que la source de Justin. Ils permettent d'apprécier les épisodes que Justin n'a pas retranscrits. D'autres fragments existent dans les écrits d'Hyginus, Valère Maxime et Velleius Paterculus qui utilisèrent Trogue Pompée.
D'après Waldemar Heckel (en), il est possible de reconstituer le plan de l'œuvre qui suit un principe de succession des « empires » : néo-babylonien/néo-assyrien, mède, perse, macédonien : 
- I : histoire des Assyriens, des Mèdes et des Perses jusqu'à Darius Ier ;
- II : Égypte, Scythes, Amazones, débuts de l'histoire d'Athènes jusqu'à la mort de Xerxès Ier ;
- III : peuples doriens, histoire de Sparte ;
- III-V : guerre du Péloponnèse et expédition de Cyrus le Jeune ;
- VI : histoire de la Grèce au IVe siècle av. J.-C. jusqu'à Philippe II ;
- VII : histoire de la Macédoine jusqu'à Philippe II  ;
- VII-IX : Philippe II ;
- X : histoire des Perses depuis Artaxerxès II jusqu'à Darius III ;
- XI-XII : Alexandre le Grand ;
- XIII-XVII : Diadoques jusqu'à la bataille de Couroupédion ;
- XVII-XVIII et XXV : guerres de Pyrrhos ;
- XVIII-XXII : histoire de Carthage ;
- XIX-XXIII : tyrans de Sicile ;
- XXIV-XXVI et XXVIII-XXIX : Macédoine des Antigonides et Grèce ;
- XXVI-XXVII et XXX-XXXII : royaume séleucide ;
- XXXI-XXXIV : guerres macédoniennes et achéennes ;
- XXXIV-XXXVI : royaume séleucide et Orient jusqu'au milieu du IIe siècle av. J.-C. ;
- XXXVII-XXXVIII : Mithridate VI ;
- XXXIX-XL : déclin des Séleucides et des Lagides ;
- XLI-XLII : histoire des Parthes jusqu'en 20 av. J-C. ;
- XLIII-XLIV : Occident jusqu'à la soumission des Cantabres par Rome en 19 av. J.-C., brève histoire de Rome jusqu'à Tarquin l'Ancien, histoire de Marseille, de l'Espagne et de Carthage.

200 manuscrits ont transmis les Histoires Philippiques de Trogue Pompée en plusieurs classes. Les manuscrits des familles π et τ rassemblent également les prologues.

### Sources antiques
- Justin, Abrégé des Histoires philippiques de Trogue Pompée [détail des éditions] [lire en ligne].
- Justin (trad. Bernard Mineo et Giuseppe Zecchini), Abrégé des Histoires Philippiques de Trogue Pompée, t. 1 (livres I-X), Les Belles Lettres, coll. « Collection des Universités de France », 2016.